# Trophée NHK 2003
Navigation
Édition précédente Édition suivante
Le Trophée NHK (en anglais : NHK Trophy) est une compétition internationale de patinage artistique qui se déroule au Japon au cours de l'automne. Il accueille des patineurs amateurs de niveau senior dans quatre catégories: simple messieurs, simple dames, couple artistique et danse sur glace.
Le vingt-cinquième Trophée NHK est organisé du 26 au 30 novembre 2003 à la Taisetsu Ice Arena de Asahikawa. Il est la sixième compétition du Grand Prix ISU senior de la saison 2003/2004.
Le nouveau système de jugement est mis en place pour la première fois lors des grands-prix de cette saison 2003/2004, à la suite du scandale des jeux olympiques d'hiver de 2002.

## Résultats

### Messieurs
| Rang | Nom              | Pays       | Points | Programme court | Programme court | Programme libre | Programme libre |
| ---- | ---------------- | ---------- | ------ | --------------- | --------------- | --------------- | --------------- |
| 1    | Jeffrey Buttle   | Canada     | 211.00 | 2               | 71.70           | 1               | 139.30          |
| 2    | Timothy Goebel   | États-Unis | 205.51 | 1               | 73.65           | 2               | 131.86          |
| 3    | Gao Song         | Chine      | 192.89 | 5               | 64.29           | 3               | 128.60          |
| 4    | Brian Joubert    | France     | 191.16 | 4               | 64.80           | 5               | 126.36          |
| 5    | Aleksandr Abt    | Russie     | 188.86 | 3               | 67.46           | 7               | 121.40          |
| 6    | Ben Ferreira     | Canada     | 188.83 | 7               | 62.15           | 4               | 126.68          |
| 7    | Gheorghe Chiper  | Roumanie   | 186.09 | 10              | 60.55           | 6               | 125.54          |
| 8    | Li Yunfei        | Chine      | 181.19 | 6               | 63.97           | 8               | 117.22          |
| 9    | Matthew Savoie   | États-Unis | 179.02 | 8               | 62.02           | 9               | 117.00          |
| 10   | Yamato Tamura    | Japon      | 149.74 | 11              | 53.95           | 10              | 95.79           |
| 11   | Kensuke Nakaniwa | Japon      | 145.29 | 9               | 61.85           | 11              | 83.44           |

### Dames
| Rang | Nom                | Pays       | Points | Programme court | Programme court | Programme libre | Programme libre |
| ---- | ------------------ | ---------- | ------ | --------------- | --------------- | --------------- | --------------- |
| 1    | Fumie Suguri       | Japon      | 165.52 | 2               | 57.94           | 1               | 107.58          |
| 2    | Elena Liashenko    | Ukraine    | 163.14 | 1               | 58.20           | 2               | 104.94          |
| 3    | Yoshie Onda        | Japon      | 154.42 | 3               | 56.38           | 3               | 98.04           |
| 4    | Susanna Pöykiö     | Finlande   | 147.04 | 6               | 50.08           | 4               | 96.96           |
| 5    | Jennifer Kirk      | États-Unis | 140.08 | 5               | 51.36           | 5               | 88.72           |
| 6    | Yukina Ota         | Japon      | 133.79 | 7               | 47.72           | 6               | 86.07           |
| 7    | Diána Póth         | Hongrie    | 130.37 | 4               | 52.24           | 10              | 78.13           |
| 8    | Anne-Sophie Calvez | France     | 125.19 | 9               | 41.80           | 7               | 83.39           |
| 9    | Fang Dan           | Chine      | 123.74 | 8               | 42.00           | 9               | 81.74           |
| 10   | Michelle Currie    | Canada     | 123.70 | 10              | 41.06           | 8               | 82.64           |

### Couples
| Rang | Nom                                      | Pays        | Points | Programme court | Programme court | Programme libre | Programme libre |
| ---- | ---------------------------------------- | ----------- | ------ | --------------- | --------------- | --------------- | --------------- |
| 1    | Maria Petrova / Aleksey Tikhonov         | Russie      | 181.96 | 1               | 63.24           | 1               | 118.72          |
| 2    | Anabelle Langlois / Patrice Archetto     | Canada      | 169.06 | 4               | 55.62           | 2               | 113.44          |
| 3    | Dorota Zagórska / Mariusz Siudek         | Pologne     | 164.04 | 2               | 57.68           | 3               | 106.36          |
| 4    | Rena Inoue / John Baldwin                | États-Unis  | 158.88 | 3               | 57.28           | 4               | 101.60          |
| 5    | Utako Wakamatsu / Jean-Sébastien Fecteau | Canada      | 141.46 | 5               | 51.00           | 5               | 90.46           |
| 6    | Tatiana Volosozhar / Petr Kharchenko     | Ukraine     | 129.31 | 6               | 44.68           | 7               | 84.63           |
| 7    | Ding Yang / Ren Zongfei                  | Chine       | 127.44 | 8               | 41.72           | 6               | 85.72           |
| 8    | Milica Brozovic / Vladimir Futas         | Slovaquie   | 119.76 | 7               | 42.16           | 8               | 77.60           |
| 9    | Julia Beloglazova / Andrei Bekh          | Ukraine     | 114.78 | 9               | 39.88           | 9               | 74.90           |
| 10   | Marina Aganina / Artem Knyazev           | Ouzbékistan | 105.04 | 10              | 37.76           | 10              | 67.28           |

### Danse sur glace
| Rang | Nom                                      | Pays       | Points | Danse imposée | Danse imposée | Danse originale | Danse originale | Danse libre | Danse libre |
| ---- | ---------------------------------------- | ---------- | ------ | ------------- | ------------- | --------------- | --------------- | ----------- | ----------- |
| 1    | Albena Denkova / Maxim Staviski          | Bulgarie   | 207.51 | 1             | 39.59         | 2               | 60.63           | 1           | 107.29      |
| 2    | Olena Hrushyna / Ruslan Honcharov        | Ukraine    | 205.73 | 2             | 37.93         | 1               | 61.24           | 2           | 106.56      |
| 3    | Galit Chait / Sergei Sakhnovski          | Israël     | 194.08 | 4             | 35.69         | 4               | 54.90           | 3           | 103.49      |
| 4    | Kati Winkler / René Lohse                | Allemagne  | 193.01 | 3             | 37.18         | 3               | 60.32           | 4           | 95.51       |
| 5    | Megan Wing / Aaron Lowe                  | Canada     | 167.44 | 5             | 32.18         | 5               | 48.82           | 5           | 86.44       |
| 6    | Jana Khokhlova / Sergey Novitski         | Russie     | 148.53 | 6             | 28.42         | 8               | 37.20           | 6           | 82.91       |
| 7    | Loren Galler-Rabinowitz / David Mitchell | États-Unis | 145.04 | 7             | 27.04         | 6               | 44.24           | 7           | 73.76       |
| 8    | Nozomi Watanabe / Akiyuki Kido           | Japon      | 141.98 | 8             | 27.03         | 7               | 42.89           | 8           | 72.06       |
| 9    | Julia Golovina / Oleg Voiko              | Ukraine    | 129.83 | 11            | 24.13         | 10              | 36.67           | 9           | 69.03       |
| 10   | Nakako Tsuzuki / Kenji Miyamoto          | Japon      | 127.86 | 10            | 25.89         | 11              | 33.71           | 10          | 68.26       |
| 11   | Yang Fang / Gao Chongbo                  | Chine      | 127.00 | 9             | 26.05         | 9               | 37.09           | 11          | 63.86       |
| 12   | Jessica Huot / Juha Valkama              | Finlande   | 114.25 | 12            | 23.92         | 12              | 31.32           | 12          | 59.01       |

## Sources
- Résultats du Trophée NHK 2003
- Patinage Magazine N°90 (Hiver 2003/2004)